# Mount Duse
Mount Duse ist ein markanter, 505 m (nach britischen Angaben 510 m) hoher Berg auf Südgeorgien. Er überragt den King Edward Point am Westufer der Cumberland East Bay.
Kartiert wurde er von seinem Namensgeber Samuel August Duse (1873–1933), Kartograf der Schwedischen Antarktisexpedition (1901–1903) unter der Leitung Otto Nordenskjölds.